# Väster-Bjärten
Väster-Bjärten är en sjö i Sundsvalls kommun i Medelpad och ingår i Indalsälvens huvudavrinningsområde. Sjön har en area på 0,129 kvadratkilometer och ligger 295,2 meter över havet.

## Delavrinningsområde
Väster-Bjärten ingår i det delavrinningsområde (696024-154107) som SMHI kallar för Ovan Kväcklingsbäcken. Medelhöjden är 351 meter över havet och ytan är 25,37 kvadratkilometer. Det finns inga avrinningsområden uppströms utan avrinningsområdet är högsta punkten. Kvarnån som avvattnar avrinningsområdet har biflödesordning 2, vilket innebär att vattnet flödar genom totalt 2 vattendrag innan det når havet efter 56 kilometer. Avrinningsområdet består mestadels av skog (97 procent). Avrinningsområdet har 0,19 kvadratkilometer vattenytor vilket ger det en sjöprocent på 0,8 procent.